# 馬景華 (香港藝人)
馬景華（英語：Kelvin Ma King Wah，1994年12月4日—），香港男主持、演員及意見領袖，現為無綫電視旗下 big big channel 兼經理人合約藝人（2021年4月起）。

## 簡歷
馬景華是家中獨子，自小在屯門區長大，2007和2013年分別畢業於樂善堂梁黃蕙芳紀念學校及仁愛堂田家炳中學，2017年則修畢香港中文大學生物醫學工程學系學士課程；就讀大學期間曾舉辦過不少迎新營，又從事餐廳咖啡師、外賣速遞員和負責管理秩序的港鐵職員等兼職，2015年購入1997年落成、位於天水圍單棟居屋天麗苑的單位作收租用途3年。2017年6月，他透過無綫電視旗下網上直播兼社交平臺 big big channel 和清談節目《#後生仔傾偈》，成為其中一位意見領袖，並任職生物醫學工程師，主要從事推銷及研究醫療用品的工作；2018年亦遷居大埔白石角私人屋苑雲匯一個價值570萬元的單位。
2018年10月，馬景華與劉子碩在《#後生仔傾吓偈》第191集結尾片段中，疑因照餐牌讀出含有粗口偕音的餐名，無綫電視卻沒刪除該部分而受到注目；2020年6月曾於《#後生仔傾吓偈》內表示自己18歲已成為業主而再受注視，隨後也在翡翠台節目《我要做業主》裡分享置業心得。2021年4月，他簽約為無綫電視經理人合約藝人。 

## 演出作品

### 劇集
| 首播            | 劇名              | 角色                            |
| 無綫電視        |                   |                                 |
| 2018年          | 救妻同學會        | 青年宿舍二樓舍員（第1、2、5集） |
| 2020年          | 使徒行者3         | 記 者（第30集）                 |
| 2021年          | 刑偵日記          | 唱片舖店員（第10集）            |
| 2021年          | 愛·回家之開心速遞 | 型男 Patrick（第1326集）        |
| 2022年          | 青春不要臉        | 助導燊                          |
| 2022年          | 下流上車族        | 青年輝（第3集）                 |
| 2023年          | 隱形戰隊          | 客 人（第19集）                 |
| 2023年          | 破毒強人          | 攝影師                          |
| 2023年          | 新聞女王          | 李永康                          |
| big big channel |                   |                                 |
| 2018年          | 我老細唔係人      | 同 事（第5集）                  |

### 綜藝節目
| 首播            | 節目名                         | 備註                  |
| 無綫電視        |                                |                       |
| 2017年          | #後生仔傾偈                    | 意見領袖之一          |
| 2017年          | 群星拱照 big big channel       | 固定演出嘉賓          |
| 2017年          | big big channel 失驚無神賀中秋 | 固定演出嘉賓          |
| 2017年          | TVB金禧晚宴暨2018節目巡禮      | 固定演出嘉賓          |
| 2017年          | 再親我好媽                     | 討論環節嘉賓          |
| 2017年          | #後生仔平安夜傾吓偈              | 意見領袖之一          |
| 2018年          | big big channel 大公司周年慶   | 固定演出嘉賓          |
| 2018年          | 安樂蝸                         | 第394集起不定期演出   |
| 2018年          | #後生仔睇完港姐倾吓偈            | 意見領袖之一          |
| 2018年          | 美女廚房                       | 第18集嘉賓            |
| 2018年          | 萬千星輝頒獎典禮2018           | 固定嘉賓              |
| 2019年          | 金豬報喜迎新歲                 | 固定演出              |
| 2019年          | #後生仔睇完港姐傾吓偈            | 意見領袖之一          |
| 2019年          | #後生仔再同港姐傾吓偈            | 意見領袖之一          |
| 2019年          | Y Angle                        | 9月21日加入、主持之一 |
| 2019年          | #一屋後生仔                    | 意見領袖之一          |
| 2020年          | 我們的未來                     | 固定演出              |
| 2020年          | 網購攻略＋big big shop感謝祭   | 固定演出              |
| 2020年          | 我要做業主                     | 第8集嘉賓             |
| 2021年          | 聲夢傳奇 繼續召集              | 固定演出              |
| 2021年          | 開心大綜藝                     | 第6集嘉賓             |
| 港台電視31、31A |                                |                       |
| 2016年          | 我係乜乜乜                     | 第6集訪問嘉賓         |

### 微電影
| 首映     | 電影名         | 角色               |
| 無綫電視 |                |                    |
| 2019年   | 一代宗獅迎新歲 | 舞獅學徒（第10集） |

### 音樂錄像
| 年份   | 歌名       | 歌手   |
| 2018年 | 聽雪落淚   | 菊梓喬 |
| 2019年 | 我會想念他 | 何雁詩 |

## 外部連結
- 馬景華的Facebook專頁
- 馬景華的Instagram帳戶